# Хоканссон, Улле
Улоф Артур «Улле» Хоканссон (швед. Olof Artur «Olle» Håkansson; 22 февраля 1927, по другим данным — 19 ноября 1928, Аспос, муниципалитет Круком — 11 февраля 2001, Фрёсё, муниципалитет Эстерсунд) — шведский футболист, полузащитник.

## Карьера
Улле Хоканссон начал карьеру в 1941 году в клубе «Круком». Там он выступал до 1946 года, после чего стал игроком «ИФК Эстерсунд». В 1950 году Хоканссон стал игроком «Норрчёпинга». Он играл за эту команду 8 лет, выиграв три чемпионата Швеции. Завершил карьеру Хоканссон в «ИФК Эстерсунд». В 1987 году Улле был назван лучшим игроком в истории клуба «ИФК Эстерсунд».
30 сентября 1951 года Хоканссон дебютировал во второй сборной Швеции в матче с Норвегией. 21 октября 1956 года игрок сыграл первую игру за основную национальную команду. В этой встрече шведы сыграли вничью 1:1 с Данией. 7 мая 1958 года Хоканссон провёл последний матч за сборную, в котором его команда победила сборную Швейцарии со счётом 3:2. В том же году игрок поехал на чемпионат мира, на котором Швеция выиграла серебряные медали. Но на самом турнире Хоканссон на поле не выходил. Всего за сборную страны полузащитник провёл 7 матчей.

## Достижения
- Чемпион Швеции: 1951/1952, 1955/1956, 1956/1957